# Philipp Schopf
Philipp Schopf (* um 1540/45 in Pforzheim; † 1598 vermutlich in Durlach) war ein deutscher Mediziner, der als Stadtarzt in Kreuznach und Pforzheim sowie als Hofarzt und Professor für Naturlehre in der Residenzstadt Durlach der Markgrafschaft Baden-Durlach wirkte.

## Leben
Philipp Schopf wurde in Pforzheim geboren. Seine Eltern waren vermutlich Peter Schopff († 8. September 1574) und Elisabeth geborene Höslin († 28. September 1574), die als „Betagte“ (lateinisch senes) in der Brötzinger Vorstadt bei Pforzheim bestattet wurden. Beide Eheleute starben an der Pest. Die Gestaltung des Grabdenkmals mit zwei Wappen und einem vierzeiligen lateinischen Grabgedicht (elegisches Distichon) in der Sockelzone weist auf eine Gelehrtenfamilie hin:
| Schopfius hoc saxo, chara cum coniuge, Petrus conditur. Heu! Victi peste fremente senes. E(rectum). p(arentibus). o(ptimis). | Peter Schopf liegt mit seiner lieben Gemahlin unter diesem Stein bestattet. Ach wehe! Die Betagten besiegt von der tobenden Pest! Errichtet (wurde dieses Denkmal) für die besten Eltern). |

Philipp Schopf immatrikulierte sich 1560 an der Universität Basel und erwarb am 14. April 1562 das Baccalaureat. Zusammen mit ihm wurden Heinrich Erzberger (1547–1571), Jonas Grasser († 1588),  Michael Petreius († 1610), Johannes Wolff († nach 1589), Ezechiel Turner († 1564) und Matthias Schroeter († 1609) graduiert. Am 13. März 1565 immatrikulierte sich Schopf in Tübingen und wurde dort am 1. August 1565 Magister. Seine Magister-Promotion, an der Martin Crusius mitwirkt, wurde zusammen u. a. mit der von Nicodemus Frischlin und Nicolaus Taurellus begangen. Im November 1566 traf Crusius bei einem Gang durch Grossbasel mit dem Drucker und Verleger Johannes Oporinus auf Philipp Schopf. Schopf studierte bei seinem erneuten Studienaufenthalt in Basel Medizin; Nicolaus Taurellus trug ihn dort nachträglich in das Fakultätsalbum ein. An der Universität Padua entrichtete Schopf am 16. September 1569 eine Gebühr von einer halben Krone, deren Empfang von den Prokuratoren der „deutschen Nation“ Guillaume Pieters († 1600) aus Antwerpen und Wenzel Raphanus (* um 1538; † 1599) aus Breslau bestätigt wurde; dies könnte auf eine beabsichtigte Graduierung deuten. In Padua waren Girolamo Capivaccio (1523–1589) und  Girolamo Mercuriale unter seinen Lehrern.
1570 kehrte Schopf nach Abschluss seiner Studien aus Italien zurück und blieb auf Wunsch seiner Eltern zunächst in seiner Heimat Pforzheim. Nachdem er die „Apollinische Kunst“ (Heilkunst) einige Jahre „mit großem Erfolg“ ausgeübt hatte, wurde er am 5. Februar 1572 in Basel unter Theodor Zwinger als Dekan der medizinischen Fakultät zum Dr. med. promoviert. Seiner Disputation über den Charakter von Wunden saß Professor Johannes Nicolaus Stupanus (1542–1621) vor.
Nachdem seine Eltern wahrscheinlich 1574 an der Pest gestorben waren, wurde Philipp Schopf 1575 Stadtarzt in Kreuznach, das als Teil der Vorderen Grafschaft Sponheim ein Kondominium der Kurpfalz (3⁄5) und Badens (2⁄5) war. Der Lehrer am Reformierten Gymnasium Kreuznach Thomas Poppel († 1583/84) aus Beilngries würdigte den Arzt (Phoebus) Philippus Schoppius 1575 in einer Veröffentlichung. Anfang 1582 veröffentlichte Schopf eine Untersuchung über verschiedene Formen des „Aussatz“ die er den „Herren Schultheyß, Burgemeyster, Gericht und Raht der Statt Creutzenach“ widmete.

„Nach dem … aber keyner (das mir bewust) ordentlich un[d] außfürlich in[n] teutscher sprach von diser Materia geschriben, bin ich bewegt worden, dasjenig so ich auß täglicher erfahrung befunden, und dann hin und wider auß berühmpter Aertzten (so wol Alten als Neuen) Bücher gelesen, welche mehrertheils inn Lateinischer unnd Griechischer Sprach geschriben, den jenigen so ermelter Sprachen unerfahren, un[d] doch zu solchen Händeln gebraucht werden sollen, zu gutem, welchen nit weniger solcher Süchten eyn wissen heyt und grund zuhaben von nöten, zu verteutschen, und an das Liecht kommen zulassen.“

Außerhalb der Stadt Kreuznach gab es unterhalb des Dorfes Hargesheim ein Siechenhaus für Leprakranke, den sog. Gutleuthof. In Pforzheim lag das Leprosenhaus (St. Georgenstift) am Hang über der Vorstadt Au. Als Stadtarzt war Schopf für die Untersuchung und eventuelle Aussonderung von Personen zuständig gewesen, die im Verdacht standen, sich mit der Krankheit infiziert zu haben. Er unterschied Hautkrankheiten, wie sie im Alten Testament erwähnt werden, und sogenannten Griechischen Aussatz (Schuppenflechte) von der eigentlichen Lepra (dem ‚knolligen‘ Aussatz), die er als Elephantiasis bezeichnete (zu unterscheiden von der heutigen Krankheitsbezeichnung Elephantiasis). Schopf wurde als vermeintlicher Calvinist im September 1576 vom Rat der Stadt Kreuznach entlassen, nachdem Kurfürst  Ludwig VI. von der Pfalz dort wieder das lutherische Bekenntnis eingeführt hatte. 1577 sammelte er für den mit einer württembergischen Prinzessin verheirateten Grafen Georg Ernst von Henneberg-Schleusingen medizinische Rezepte und Informationen über Badekuren.
Ende 1581 wurde Philipp Schopf Stadtarzt in seiner Heimat Pforzheim. Hier verfasste er 1583 eine Studie über die Behandlung der Pest. Das auf Deutsch geschriebene Buch enthält eine Darstellung der Vorzeichen und Symptome, Verhaltensmaßregeln, Hinweise auf Arzneien zur Prophylaxe und Therapie (antidota; theriaka; alexipharmaka) und Anweisungen für die Heilbehandlung (Chur; Curation); für weitere Pest-Rezepte verwies Schopf auf die Veröffentlichungen der „berühmbten Ertzte“ Pietro Andrea Mattioli, Johann Winter von Andernach, Johannes Langius (1485–1565) oder Jacob Theodor. Er empfahl auch  ein Latwerg des Markgrafen Karl II. von Baden-Durlach (bzw. seiner Frau Kunigunde von Brandenburg-Kulmbach, einer eifrigen Sammlerin medizinischer Rezepte).
1585 war Philipp Schopf Leibarzt des Markgrafen Ernst Friedrich von Baden-Durlach in Durlach und zugleich Professor für Naturlehre am Gymnasium in Durlach. Bereits vor der offiziellen Eröffnung des Gymnasiums 1586 hatte Schopf an der alten Durlacher Mittelschule (ludus literarius vetus) Kollegien in Logik und Sprachen (Latein und Griechisch) gehalten. Der Rektor der Schule, Lorenz Scheuerle (1558–1613), wurde 1586 bis 1587 kurzzeitig Pfarrer der Lutherischen Gemeinde in Kreuznach.
Philipp Schopf und der baden-hachbergische Leibarzt Johannes Pistorius sprachen bereits 1585 über eine Neuveröffentlichung der um 1314 verfassten Rosa Anglica bzw. Rosa Medica des John of Gaddesden genannt Johannes Anglicus. Mit dem Basler Drucker Sixtus Henricpetri (* 1547; † 1579), der ihn auf der Rückreise von der Frankfurter Herbstmesse in Durlach besuchte, und dem Korrektor Nicolaus Höniger verhandelte Philipp Schopf 1587 über das Projekt. Der Druck wurde jedoch erstmals 1595 bei Michael Manger († 1603) in Augsburg aufgelegt.
1587 unterrichtete Philipp Schopf Theodor Zwinger von seinem Entschluss, der Rosa Anglica den Kommentar von Luca Ghini über die Syphilis (de morbo venereo) beizufügen, und bat um Zwingers Zustimmung zu dem Vorhaben. Er gab das Werk Ghinis über die Behandlung der Syphilis (morbi Neapolitani) 1589 heraus. „Notizen“ (ὑπόμνηματα) über die Syphilis (de lue venerea) – wohl eine Vorlesung, die sein Lehrer Girolamo Capivaccio vermutlich zwischen 1551 und 1555 in Pisa gehalten hatte, – wurden von Schopf im folgenden Jahr veröffentlicht. 1590 erwähnte Schopf den „vor 23 Jahren“ in Venedig von Luigi Luisini (* 1526; † um 1578) herausgegebenen umfangreichen Sammelband zum Thema. In den 1590er Jahren las Schopf am Gymnasium  viersemestrig über die Physica des Aristoteles.
Philipp Schopf führte einen Briefwechsel unter anderem mit Theodor Zwinger und Martin Crusius, Crusius erhielt auch alte Handschriften von ihm. Für Crusius' panegyrische Rede De Regina Romana Augusta Irena vel Maria Graeca (gehalten am Katharinentag – 25. November – 1592) über das Leben der Irene von Byzanz, Frau des römisch-deutschen Königs Philipp von Schwaben, die er in einem Manuskript gelesen hatte, dankte Schopf ihm im Sommer 1593 überschwänglich. Auch anderen gelehrten Leuten, badischen Räten, Michael Gigelius und den Theologen habe sie über alle Maßen gefallen, ihre baldige Veröffentlichung sei gewünscht. Crusius hatte die Rede zu diesem Zeitpunkt bereits in Druck gegeben. 1596 war Schopf fast erblindet (ferè caeco), aber Crusius und er setzten ihren freundschaftlichen Briefwechsel fort. Auch mit Israel Ritter († 1588) in Basel, Pfarrer an St. Leonhard und ab 1586 Professor der Hebräischen Sprache, war Schopf befreundet.

## Familie
Philipp Schopf hatte zur Zeit seiner Vertreibung aus Kreuznach (1576) Frau und Tochter.
Johann Schopff, vermutlich ein Bruder von Philipp Schopf, war Professor der Beredsamkeit in Durlach. Er ist nicht identisch mit Johann Schopf (1540–1621) aus Nellingen auf den Fildern, 1562 Pfarrer in Bernhausen, 1565 in Nürtingen, der 1578 Hofprediger und Kirchenrat in Stuttgart und 1584 lutherischer Abt von Blaubeuren wurde. Philipp Schopff widmete seinem Freund (amico suo; vielleicht ein entfernter Verwandter), dem Abt Johann Schopf, mit dem er häufig Briefe wechselte, 1590 ein Buch über die Syphilis. Der Medizinstudent Abraham Schopf (1569–1631), ein Sohn des Abtes Johann Schopf, widmete Philipp Schopf 1592 eine Disputationsschrift.
David Hermetinger (Hermelinger) (* um 1550; † 1591) aus Aistersheim in Österreich ob der Enns, ab 1575 Pfarrer in Lörrach, seit 1576 verheiratet mit Maria Schopfin († nach 1591) aus Pforzheim, war ein Verwandter (affinis; wohl Schwager) von Philipp Schopf. Ein Sohn David Hermetinger d. J. († vor 1591) des Ehepaares hinterließ Kinder (Enkel), zu deren Vormündern die Pfarrer Wolfgang Ho(c)henberger (Hehebergius; Heliberger) zu Feuerbach und Georg Bitterkraut († nach 1606) zu Schalbach – beide Exulanten aus Österreich – bestellt wurden. Alle diese drei Pfarrer der Synode Rötteln hatten die Konkordienformel unterschrieben.

## Werke
Eigene Werke
- (Einladung zur artistischen Baccalauren-Promotion von 7 Studenten) Candidis Aeqvisqve Lectoribvs, Promotor S. Philosophiae professores hos septem adolescentes … examinatos, primo in septem liberalibus artibus gradu (quem prima[m] lauream vocant) dignos iudicaru[n]t …
Philippus Schopff Phorcensis:[64] Utrùm in liberalium artium, an morum doctrina, prius sit prima hominis aetas erudienda (= Ob es wichtiger sei, dass die erste Altersstufe des Menschen in den Freien Künsten oder in der Morallehre unterrichtet werden muss) … Basel 1562[12] (Digitalisat der Thüringer Universitäts- und Landesbibliothek Jena)
- (Einladung zur medizinischen Doktor-Promotion) Johannes Nicolaus Stupanus: Quod iam olim Hippocrates, de ratione conservandae sanitatis, sapientissimè dixit, πόνοι σιτίων ἡγείσθωσαν (= Was schon Hippokrates einst sehr weise über die Art und Weise der Erhaltung der Gesundheit sagte:[65] „ponoi sitiōn hēgeïsthōsan – Anstrengungen sollen der Nahrungsaufnahme vorausgehen“) …
Philippus Schopfius: Utrum continui solutio[66] (quam Graeci ἑνώσεος διαφθορὰν nominant) co[m]munis sit morbus similarium & organicarum partium: an verò potius, sicuti alij, cum veteres tum recentiores, existimant, ad alterutrum tantum partium genus sit referenda (= Ob eine Wunde (die die Griechen eine „henōseos diaphthoran – Zerstörung der Einheit“ nennen) eine gemeinsame Erkrankung ähnlicher und organischer Teile sei oder aber eher, wie andere bei den Alten und den Neueren denken, die Gattung lediglich auf die einzelnen Teile zu beziehen sei). Basel 1572[67] (Digitalisat der Thüringer Universitäts- und Landesbibliothek Jena)
- Kurtzer aber doch außführlicher Bericht von dem Aussatz, auch dessen ursachen, Zeychen und Curation. Bernhard Jobin, Straßburg 1582;[68] Widmung mit dem Kreuznacher Stadtwappen in Pforzheim am 1. Januar 1582 (Digitalisat der Staatsbibliothek zu Berlin), (Google-Books)
- De Peste. Ein kurtz methodisch Tractätlein vnnd Vnterricht, wie man sich von solcher beschwerlichen erblichen Sucht durch natürliche Mittel vnd Artzney, neben Göttlicher Hülff, preseruieren vnd bewahren, auch die jenige, so von solcher angegriffen, curieren … solle. In diesen sterbenden Läufften den Jnwohnern der Marggraffschafft Baden vnd Hochberg … auß den … berühmbsten Medicis zusammen verfast vnd gestellt. Johann Spies, Heidelberg 1583 (Google-Books)
- Oratio encomium scholarum earundemque necessitatem et utilitatem continens in consensu clariss. nobilitate, doctrina et virtute virorum D. Proprincipe,[69] et DD. Consiliariorum Marchionatus Badensis, recitata Durlaci in ludo literario veteri. Leonhard Ostein, Basel 1586; Widmungsbrief an Georg Friedrich von Baden-Durlach vom 14. Dezember 1585 aus Durlach (Digitalisat der Universitätsbibliothek Basel)[70]

Als Herausgeber
- (Herausgeber; mit Beiträgen von Martin Crusius, Michael Gigelius,[55] Karl Christoph Beier[71][51]) Johannes Marquart:[72] Practica theorica empirica morborum interiorum, a capite ad calcem usque, fere omnium. Bernard Albin, Speyer 1589 (Digitalisat des Landesbibliothekszentrum Rheinland-Pfalz Koblenz)
- (Herausgeber) Luca Ghini: Morbi Neapolitani curandi ratio perbrevis. In: Philipp Schopf (Hrsg.), Johannes Marquart: Practica theorica empirica morborum interiorum, a capite ad calcem usque, fere omnium. Bernard Albin, Speyer 1589, S. 422–464 (Digitalisat des Landesbibliothekszentrum Rheinland-Pfalz Koblenz), (Google-Books)
  - (Nachdruck) In: Bernard Albin (Hrsg.), Johannes Marquart: Practica theorica empirica morborum interiorum e praelectionibus Ioannis Marquardi … Collecta. Cui duo Tractatus de lue venerea accesserunt, unus Lucae Ghini … alter Hieronymi Capiuaccii … Omnia nunc denuò recusa, & diligenter recognita. Bernard Albin, Speyer 1592, S. 349–384 (Google-Books)
- (Herausgeber und Annotatiunculae[73]) Hieronymus Capivaccius: de Lue venerea acroaseis. Bernard Albin, Speyer 1590 (Digitalisat der Bayerischen Staatsbibliothek München), (Google-Books)[74]
  - (Nachdruck) In: Bernard Albin (Hrsg.), Johannes Marquart: Practica theorica empirica morborum interiorum e praelectionibus Ioannis Marquardi … Collecta. Cui duo Tractatus de lue venerea accesserunt, vnus Lucae Ghini … alter Hieronymi Capiuaccii … Omnia nunc denuò recusa, & diligenter recognita. Bernard Albin, Speyer 1592, S. 385–470 (Google-Books)
  - (unautorisierter Nachdruck) Acroaseis De Virulentia Gallica, sive Lue Venerea. Egenolph, Frankfurt am Main 1594 (Google-Books)
- (Herausgeber; mit Beiträgen von Martin Crusius, Karl Christoph Beier und Paul Cherler) Ioannis Anglici praxis medica, Rosa Anglica dicta, quatuor libris distincta: de Morbis particularib[us]: de Febribus, de Chirurgia, & Pharmacopoeia, emendatior & in meliorem redacta ordinem, recens edita. Additae sunt ad calcem libri quaedam annotatiunculae & index rerum praecipuarum, ac capitum. Michael Manger, Augsburg 1595 (Digitalisat der Staatsbibliothek zu Berlin), (Google-Books)